# Tubaria praestans
Tubaria praestans är en svampart som först beskrevs av Henri Romagnesi, och fick sitt nu gällande namn av Meinhard (Michael) Moser 1978. Tubaria praestans ingår i släktet Tubaria och familjen Inocybaceae.   Inga underarter finns listade i Catalogue of Life.